# 促腎上腺皮質激素
促腎上腺皮質激素（英語：adrenocorticotropic hormone, ACTH）——或簡稱促皮質素（corticotropin）——是一種多肽促激素並分泌於腦垂體前葉，是下視丘-腦垂體-腎上腺皮質軸（hypothalamic-pituitary-adrenal axis）中的重要化學物質。其主要作用是增加腎上腺皮質對皮質醇的分泌和釋放，ACTH也與許多生物體的晝夜節律有關。

## 功能
ACTH經由主要位於腎上腺細胞表面上的ACTH受體，來刺激腎上腺皮質合成多種皮質类固醇，其中主要是糖皮質激素，其他還有雄性素等性激素。
1. ↑  Morton IK, Hall JM. . Springer Science & Business Media. December 6, 2012: 84–. ISBN 978-94-011-4439-1.
2. ↑  Dibner C, Schibler U, Albrecht U.  (PDF). Annual Review of Physiology. 2010, 72: 517–49  [2021-07-03]. PMID 20148687. doi:10.1146/annurev-physiol-021909-135821. （原始内容存档 (PDF)于2021-04-14）.